# Estación de Sant Ildefons
Sant Ildefons es una estación de la línea 5 del Metro de Barcelona, situada debajo la avenida República Argentina entre la plaza San Ildefonso y la calle Camelias en Cornellá de Llobregat.
| << cabecera     | < estación | línea | estación >   | cabecera >>   |
| --------------- | ---------- | ----- | ------------ | ------------- |
| Metro           |            |       |              |               |
| Cornellá Centre | Gavarra    |       | Can Boixeres | Vall d'Hebron |

## Historia
Con el nombre San Ildefonso, la estación entró en servicio el 23 de noviembre de 1976, como terminal de la prolongación de la entonces Línea V desde Pubilla Casas (actual Pubilla Cases). Fue la primera estación de metro inaugurada en la localidad de Cornellá de Llobregat. El acto inaugural estuvo presidido ministro de Obras Públicas, Leopoldo Calvo-Sotelo, el gobernador civil de la provincia, Salvador Sánchez-Terán y el alcalde de Barcelona, Joaquín Viola, entre otras autoridades.
En 1982 la estación catalanizó su nombre por Sant Ildefons, al tiempo que la Línea V adoptó la numeración arábiga y pasó a llamarse Línea 5.
Dejó de ser terminal el 23 de diciembre de 1983, cuando se abrió la prolongación de la línea 5 hasta Cornellà (actual Cornellà Centre). La inauguración estuvo presidida por los alcaldes de Barcelona y Cornellá de Llobregat, Pasqual Maragall y Frederic Prieto, así como el en ese momento presidente de la Generalidad de Cataluña, Jordi Pujol.